# Skryplewo
Skryplewo – przysiółek wsi Postołowo w Polsce, położony w województwie podlaskim, w powiecie hajnowskim, w gminie Hajnówka
Gwarowa nazwa Kaźmire (od założyciela miejscowości Kazimierza Łapińskiego) w Polsce położona w województwie podlaskim, w powiecie hajnowskim, w gminie Hajnówka.
8 czerwca 1942 Skryplewo zostało spacyfikowane przez Niemców. Wieś została spalona a ludność przeniosła się do wsi Dubiny. 
Od 1 stycznia 1951 do 30 czerwca 1952 w granicach miasta Hajnówki.
W latach 1975–1998 przysiółek administracyjnie należał do województwa białostockiego.
Według stanu z 31 grudnia 2012 mieszkało tu 16 stałych mieszkańców.
Prawosławni mieszkańcy wsi należą do parafii Zaśnięcia Najświętszej Maryi Panny w Dubinach., a wierni kościoła rzymskokatolickiego do parafii Podwyższenia Krzyża Świętego i św. Stanisława, Biskupa i Męczennika w Hajnówce. Na granicy ze wsią Dubiny znajduje się prawosławny cmentarz z cerkwią pod wezwaniem św. Proroka Eliasza.